# Campeonato Mundial de Balonmano Masculino Junior de 2009
El XVII Campeonato Mundial de Balonmano Masculino Junior se celebró en Egipto entre el 5 de agosto y el 19 de agosto de 2009 bajo la organización de la Federación Internacional de Balonmano (IHF) y la Federación Egipcia de Balonmano.
Un total de 24 países compitieron por el título de campeón mundial júnior, cuyo defensor era la selección de Suecia, ganadora del Mundial Junior de 2007. La selección de Alemania consiguió por primera vez el título, al vencer en la final a Dinamarca, por 32 goles contra 24; el bronce fue para el equipo de Eslovenia. La selección española finalizó la competición en 8ª posición después de varias derrotas inesperadas. 

## Sedes
| Grupo              | Ciudad      | Instalación          | Capacidad |
| ------------------ | ----------- | -------------------- | --------- |
| A, I y fase final  | El Cairo    | Cairo Stadium Sala 1 | 20.000    |
| B                  | Suez        | Mubarak Hall         |           |
| C                  | Puerto Saíd | Port Said Stadium    |           |
| D, II y fase final | El Cairo    | Cairo Stadium Sala 2 | 1.620     |
| fase final         | Suez        | El Nasr Hall         |           |

## Grupos
| Grupo A   | Grupo B | Grupo C      | Grupo D         |
| --------- | ------- | ------------ | --------------- |
| Alemania  | Francia | Suecia       | Dinamarca       |
| Egipto    | España  | Estonia      | Portugal        |
| Kuwait    | Irán    | Eslovenia    | República Checa |
| Argentina | Túnez   | Países Bajos | Argelia         |
| Catar     | Brasil  | Libia        | Marruecos       |
| Islandia  | Noruega | Groenlandia  | Bielorrusia     |

## Ronda Previa
Los primeros tres de cada grupo alcanzan la fase principal. Los equipos restantes juegan entre sí por los puestos 13 a 24.

### Grupo A
| Equipo    | J | G | E | P | GF  | GC  | DG  | PTS |
| --------- | - | - | - | - | --- | --- | --- | --- |
| Alemania  | 5 | 4 | 0 | 1 | 161 | 125 | +36 | 8   |
| Egipto    | 5 | 4 | 0 | 1 | 135 | 115 | +20 | 8   |
| Argentina | 5 | 3 | 0 | 2 | 128 | 114 | +14 | 6   |
| Islandia  | 5 | 2 | 0 | 3 | 134 | 137 | -3  | 4   |
| Catar     | 5 | 1 | 0 | 4 | 124 | 165 | -41 | 2   |
| Kuwait    | 5 | 1 | 0 | 4 | 138 | 164 | -26 | 2   |

- Resultados

| Fecha | Hora² | Partido¹  | Partido¹ | Partido¹  | Resultado |
| ----- | ----- | --------- | -------- | --------- | --------- |
| 05.08 | 20:30 | Egipto    | -        | Islandia  | 25-19     |
| 06.08 | 17:30 | Alemania  | -        | Argentina | 24-25     |
| 06.08 | 19:30 | Kuwait    | -        | Catar     | 31-34     |
| 07.08 | 16:30 | Catar     | -        | Alemania  | 23-37     |
| 07.08 | 18:30 | Islandia  | -        | Kuwait    | 34-32     |
| 07.08 | 20:30 | Argentina | -        | Egipto    | 20-21     |
| 08.08 | 16:30 | Alemania  | -        | Islandia  | 32-23     |
| 08.08 | 18:30 | Argentina | -        | Catar     | 33-20     |
| 08.08 | 20:30 | Egipto    | -        | Kuwait    | 32-23     |
| 10.08 | 16:30 | Kuwait    | -        | Alemania  | 26-39     |
| 10.08 | 18:30 | Islandia  | -        | Argentina | 23-25     |
| 10.08 | 20:30 | Egipto    | -        | Catar     | 29-24     |
| 11.08 | 16:30 | Catar     | -        | Islandia  | 23-35     |
| 11.08 | 18:30 | Kuwait    | -        | Argentina | 26-25     |
| 11.08 | 20:30 | Alemania  | -        | Egipto    | 29-28     |

- (¹) -  Todos en El Cairo
- (²) -  Hora local de Egipto (UTC+3)

### Grupo B
| Equipo  | J | G | E | P | GF  | GC  | DG  | PTS |
| ------- | - | - | - | - | --- | --- | --- | --- |
| Brasil  | 5 | 4 | 0 | 1 | 143 | 130 | +13 | 8   |
| Francia | 5 | 3 | 0 | 2 | 147 | 136 | +11 | 6   |
| España  | 5 | 3 | 0 | 2 | 142 | 131 | +11 | 6   |
| Noruega | 5 | 3 | 0 | 2 | 131 | 135 | -4  | 6   |
| Irán    | 5 | 2 | 0 | 3 | 153 | 158 | -5  | 4   |
| Túnez   | 5 | 0 | 0 | 5 | 136 | 162 | -26 | 0   |

- Resultados

| Fecha | Hora² | Partido¹ | Partido¹ | Partido¹ | Resultado |
| ----- | ----- | -------- | -------- | -------- | --------- |
| 06.08 | 14:30 | Francia  | -        | Túnez    | 32-27     |
| 06.08 | 16:30 | España   | -        | Noruega  | 22-25     |
| 06.08 | 18:30 | Irán     | -        | Brasil   | 27-31     |
| 07.08 | 14:30 | Túnez    | -        | España   | 28-32     |
| 07.08 | 16:30 | Brasil   | -        | Francia  | 33-25     |
| 07.08 | 18:30 | Noruega  | -        | Irán     | 30-26     |
| 08.08 | 14:30 | Francia  | -        | Noruega  | 29-23     |
| 08.08 | 16:30 | España   | -        | Irán     | 35-36     |
| 08.08 | 18:30 | Túnez    | -        | Brasil   | 28-31     |
| 10.08 | 14:30 | España   | -        | Brasil   | 26-17     |
| 10.08 | 16:30 | Irán     | -        | Francia  | 26-36     |
| 10.08 | 18:30 | Noruega  | -        | Túnez    | 29-27     |
| 11.08 | 14:30 | Brasil   | -        | Noruega  | 31-24     |
| 11.08 | 16:30 | Irán     | -        | Túnez    | 38-26     |
| 11.08 | 18:30 | Francia  | -        | España   | 25-27     |

- (¹) -  Todos en Suez
- (²) -  Hora local de Egipto (UTC+3)

### Grupo C
| Equipo      | J | G | E | P | GF  | GC  | DG  | PTS |
| ----------- | - | - | - | - | --- | --- | --- | --- |
| Eslovenia   | 5 | 5 | 0 | 0 | 182 | 134 | +48 | 10  |
| Suecia      | 5 | 4 | 0 | 1 | 181 | 128 | +53 | 8   |
| Estonia     | 5 | 3 | 0 | 2 | 161 | 164 | -3  | 6   |
| Holanda     | 5 | 2 | 0 | 3 | 165 | 174 | -9  | 4   |
| Groenlandia | 5 | 1 | 0 | 4 | 156 | 188 | -32 | 2   |
| Libia       | 5 | 0 | 0 | 5 | 111 | 168 | -57 | 0   |

- Resultados

| Fecha | Hora² | Partido¹    | Partido¹ | Partido¹    | Resultado |
| ----- | ----- | ----------- | -------- | ----------- | --------- |
| 06.08 | 14:30 | Suecia      | -        | Holanda     | 40-31     |
| 06.08 | 16:30 | Estonia     | -        | Groenlandia | 38-37     |
| 06.08 | 18:30 | Eslovenia   | -        | Libia       | 38-15     |
| 07.08 | 14:30 | Holanda     | -        | Estonia     | 29-33     |
| 07.08 | 16:30 | Libia       | -        | Suecia      | 13-33     |
| 07.08 | 18:30 | Groenlandia | -        | Eslovenia   | 31-43     |
| 08.08 | 16:30 | Estonia     | -        | Eslovenia   | 29-31     |
| 08.08 | 18:30 | Holanda     | -        | Libia       | 36-27     |
| 08.08 | 20:30 | Suecia      | -        | Groenlandia | 42-24     |
| 10.08 | 14:30 | Estonia     | -        | Libia       | 34-30     |
| 10.08 | 16:30 | Eslovenia   | -        | Suecia      | 33-29     |
| 10.08 | 18:30 | Groenlandia | -        | Holanda     | 37-39     |
| 11.08 | 14:30 | Libia       | -        | Groenlandia | 26-27     |
| 11.08 | 16:30 | Eslovenia   | -        | Holanda     | 37-30     |
| 11.08 | 18:30 | Suecia      | -        | Estonia     | 37-27     |

- (¹) -  Todos en Puerto Saíd
- (²) -  Hora local de Egipto (UTC+3)

### Grupo D
| Equipo          | J | G | E | P | GF  | GC  | DG  | PTS |
| --------------- | - | - | - | - | --- | --- | --- | --- |
| Dinamarca       | 5 | 5 | 0 | 0 | 180 | 126 | +54 | 10  |
| Portugal        | 5 | 4 | 0 | 1 | 158 | 126 | +32 | 8   |
| República Checa | 5 | 2 | 0 | 3 | 166 | 154 | +12 | 4   |
| Bielorrusia     | 5 | 2 | 0 | 3 | 135 | 161 | -26 | 4   |
| Argelia         | 5 | 1 | 1 | 3 | 142 | 155 | -13 | 3   |
| Marruecos       | 5 | 0 | 1 | 4 | 113 | 172 | -59 | 1   |

- Resultados

| Fecha | Hora² | Partido¹        | Partido¹ | Partido¹        | Resultado |
| ----- | ----- | --------------- | -------- | --------------- | --------- |
| 06.08 | 14:30 | Dinamarca       | -        | Argelia         | 38-29     |
| 06.08 | 16:30 | Portugal        | -        | Marruecos       | 36-19     |
| 06.08 | 18:30 | República Checa | -        | Bielorrusia     | 38-29     |
| 07.08 | 14:30 | Argelia         | -        | Portugal        | 27-31     |
| 07.08 | 16:30 | Bielorrusia     | -        | Dinamarca       | 21-38     |
| 07.08 | 18:30 | Marruecos       | -        | República Checa | 22-37     |
| 08.08 | 14:30 | Dinamarca       | -        | Marruecos       | 41-23     |
| 08.08 | 16:30 | Portugal        | -        | República Checa | 32-31     |
| 08.08 | 18:30 | Argelia         | -        | Bielorrusia     | 26-30     |
| 10.08 | 14:30 | Portugal        | -        | Bielorrusia     | 37-24     |
| 10.08 | 16:30 | República Checa | -        | Dinamarca       | 31-38     |
| 10.08 | 18:30 | Marruecos       | -        | Argelia         | 27-27     |
| 11.08 | 14:30 | Bielorrusia     | -        | Marruecos       | 31-22     |
| 11.08 | 16:30 | República Checa | -        | Argelia         | 29-33     |
| 11.08 | 18:30 | Dinamarca       | -        | Portugal        | 25-22     |

- (¹) -  Todos en Cairo
- (²) -  Hora local de Egipto (UTC+3)

## Rondas de Emplazamiento

### 21º al 24º
|  | Semifinales 21º al 24º | Semifinales 21º al 24º |    |        | 21º   | 21º |  |
|  |                        |                        |    |        |       |     |  |
|  |                        |                        |    |        |       |     |  |
|  |                        |                        |    |        |       |     |  |
|  | Kuwait                 | 24                     |    |        |       |     |  |
|  | Túnez                  | 39                     |    |        |       |     |  |
|  |                        |                        |    |        |       |     |  |
|  |                        |                        |    |        |       |     |  |
|  |                        |                        |    |        | Túnez | 28  |  |
|  |                        | Marruecos              | 23 |        |       |     |  |
|  |                        |                        |    |        |       |     |  |
|  |                        |                        |    |        |       |     |  |
|  |                        |                        |    |        | 23º   |     |  |
|  |                        |                        |    |        |       |     |  |
|  | Libia                  | 17                     |    | Kuwait | 39    |     |  |
|  | Marruecos              | 23                     |    |        | Libia | 28  |  |

### 17º al 20º
|  | Semifinales 17º al 20º | Semifinales 17º al 20º |    |       | 17º     | 17º |  |
|  |                        |                        |    |       |         |     |  |
|  |                        |                        |    |       |         |     |  |
|  |                        |                        |    |       |         |     |  |
|  | Catar                  | 26                     |    |       |         |     |  |
|  | Irán                   | 28                     |    |       |         |     |  |
|  |                        |                        |    |       |         |     |  |
|  |                        |                        |    |       |         |     |  |
|  |                        |                        |    |       | Irán    | 44  |  |
|  |                        | Groenlandia            | 34 |       |         |     |  |
|  |                        |                        |    |       |         |     |  |
|  |                        |                        |    |       |         |     |  |
|  |                        |                        |    |       | 19º     |     |  |
|  |                        |                        |    |       |         |     |  |
|  | Groenlandia            | 38                     |    | Catar | 26      |     |  |
|  | Argelia                | 33                     |    |       | Argelia | 28  |  |

### 13º al 16º
|  | Semifinales 13º al 16º | Semifinales 13º al 16º |    |         | 13º         | 13º |  |
|  |                        |                        |    |         |             |     |  |
|  |                        |                        |    |         |             |     |  |
|  |                        |                        |    |         |             |     |  |
|  | Islandia               | 34                     |    |         |             |     |  |
|  | Noruega                | 24                     |    |         |             |     |  |
|  |                        |                        |    |         |             |     |  |
|  |                        |                        |    |         |             |     |  |
|  |                        |                        |    |         | Islandia(p) | 39  |  |
|  |                        | Holanda                | 38 |         |             |     |  |
|  |                        |                        |    |         |             |     |  |
|  |                        |                        |    |         |             |     |  |
|  |                        |                        |    |         | 15º         |     |  |
|  |                        |                        |    |         |             |     |  |
|  | Holanda                | 33                     |    | Noruega | 18          |     |  |
|  | Bielorrusia            | 30                     |    |         | Bielorrusia | 30  |  |

## Ronda Principal
Los dos primeros de cada grupo disputan las semifinales. 

### Grupo I
| Equipo    | J | G | E | P | GF  | GC  | DG  | PTS |
| --------- | - | - | - | - | --- | --- | --- | --- |
| Alemania  | 5 | 4 | 0 | 1 | 138 | 132 | +6  | 8   |
| Egipto    | 5 | 4 | 0 | 1 | 124 | 113 | +11 | 8   |
| Argentina | 5 | 3 | 1 | 1 | 124 | 116 | +8  | 7   |
| España    | 5 | 2 | 1 | 2 | 124 | 118 | +6  | 5   |
| Brasil    | 5 | 1 | 0 | 4 | 125 | 133 | -8  | 2   |
| Francia   | 5 | 0 | 0 | 5 | 118 | 141 | -23 | 0   |

- Resultados

| Fecha | Hora² | Partido¹  | Partido¹ | Partido¹  | Resultado |
| ----- | ----- | --------- | -------- | --------- | --------- |
| 13.08 | 16:30 | Argentina | -        | Brasil    | 27-25     |
| 13.08 | 18:30 | Alemania  | -        | Francia   | 23-22     |
| 13.08 | 20:30 | Egipto    | -        | España    | 23-21     |
| 14.08 | 16:30 | España    | -        | Alemania  | 28-31     |
| 14.08 | 18:30 | Francia   | -        | Argentina | 24-30     |
| 14.08 | 20:30 | Brasil    | -        | Egipto    | 21-24     |
| 15.08 | 16:30 | Argentina | -        | España    | 22-22     |
| 15.08 | 18:30 | Alemania  | -        | Brasil    | 31-29     |
| 15.08 | 20:30 | Egipto    | -        | Francia   | 28-22     |

- (¹) -  Todos en El Cairo
- (²) -  Hora local de Egipto (UTC+3)

### Grupo II
| Equipo          | J | G | E | P | GF  | GC  | DG  | PTS |
| --------------- | - | - | - | - | --- | --- | --- | --- |
| Dinamarca       | 5 | 5 | 0 | 0 | 158 | 124 | +34 | 10  |
| Eslovenia       | 5 | 4 | 0 | 1 | 155 | 149 | +6  | 8   |
| Suecia          | 5 | 3 | 0 | 2 | 165 | 142 | +23 | 6   |
| Portugal        | 5 | 2 | 0 | 3 | 138 | 147 | -9  | 4   |
| República Checa | 5 | 1 | 0 | 4 | 163 | 181 | -18 | 2   |
| Estonia         | 5 | 0 | 0 | 5 | 139 | 175 | -36 | 0   |

- Resultados

| Fecha | Hora² | Partido¹        | Partido¹ | Partido¹        | Resultado |
| ----- | ----- | --------------- | -------- | --------------- | --------- |
| 13.08 | 14:30 | Suecia          | -        | República Checa | 44-29     |
| 13.08 | 16:30 | Estonia         | -        | Dinamarca       | 21-35     |
| 13.08 | 18:30 | Eslovenia       | -        | Portugal        | 29-27     |
| 14.08 | 14:30 | Dinamarca       | -        | Suecia          | 30-25     |
| 14.08 | 16:30 | República Checa | -        | Eslovenia       | 34-37     |
| 14.08 | 18:30 | Portugal        | -        | Estonia         | 34-32     |
| 15.08 | 14:30 | Estonia         | -        | República Checa | 30-38     |
| 15.08 | 16:30 | Suecia          | -        | Portugal        | 30-23     |
| 15.08 | 18:30 | Eslovenia       | -        | Dinamarca       | 25-30     |

- (¹) -  Todos en El Cairo
- (²) -  Hora local de Egipto (UTC+3)

## Rondas de Emplazamiento

### Partido por el 11º puesto
| Fecha | Hora² | Partido¹ | Partido¹ | Partido¹ | Resultado |
| ----- | ----- | -------- | -------- | -------- | --------- |
| 17.08 | 11:30 | Francia  | -        | Estonia  | 32-29     |

### Partido por el 9º puesto
| Fecha | Hora² | Partido¹ | Partido¹ | Partido¹        | Resultado |
| ----- | ----- | -------- | -------- | --------------- | --------- |
| 17.08 | 14:00 | Brasil   | -        | República Checa | 36-31     |

### Partido por el 7º puesto
| Fecha | Hora² | Partido¹ | Partido¹ | Partido¹ | Resultado |
| ----- | ----- | -------- | -------- | -------- | --------- |
| 17.08 | 14:00 | España   | -        | Portugal | 24-28     |

### Partido por el 5º puesto
| Fecha | Hora² | Partido¹  | Partido¹ | Partido¹   | Resultado |
| ----- | ----- | --------- | -------- | ---------- | --------- |
| 17.08 | 14:00 | Argentina | -        | Suecia (p) | 30-32     |

## Fase final
|  | Semifinales | Semifinales |    |           | Final    | Final |  |
|  |             |             |    |           |          |       |  |
|  |             |             |    |           |          |       |  |
|  |             |             |    |           |          |       |  |
|  | Alemania    | 27          |    |           |          |       |  |
|  | Eslovenia   | 23          |    |           |          |       |  |
|  |             |             |    |           |          |       |  |
|  |             |             |    |           |          |       |  |
|  |             |             |    |           | Alemania | 32    |  |
|  |             | Dinamarca   | 24 |           |          |       |  |
|  |             |             |    |           |          |       |  |
|  |             |             |    |           |          |       |  |
|  |             |             |    |           | 3º       |       |  |
|  |             |             |    |           |          |       |  |
|  | Dinamarca   | 27          |    | Eslovenia | 35       |       |  |
|  | Egipto      | 21          |    |           | Egipto   | 24    |  |

## Medallero
| | | |
| Alemania | Dinamarca | Eslovenia |
| 1. Dario Quenstedt 2. Fabian Gutbrod 4. Steffen Cossbau 5. Patrick Wiencek 7.Georg Munch 8. Andrej Kogut 10. Jens Schongarth 12. Patrick Schulz 13. Kristian Nippes 14. Daniel Wessig 15. Patrick Groetzki 16. Matthias Baur 17. Maximilian Weiss 18. Kai Hafner 19. Steffen Fath 20. Kevin Schmidt | 1. Niklas Landin 2. Kasper Olsen 3. Rasmus Lauge Schmidt 4. Matias Helt Jepsen 5. Kenneth Dahl Jorgensen 6. Frederik Borm 9. Nikolaj Markussen 10. Casper Ulrich Mortensen 11. Lasse Mikkelsen 12. Jannick Green 13. René Toft Rasmussen 14. Mikkel Dons Schriver 15. Rasmus Jensen 17. Brian Sorensen 18. Matias Pape Granvig 19. Morten Thrane | 1. Aljosa Cudic 2. Blaz Rojc 3. Uros Bundalo 4. Miha Pucnik 5. Stas Skube 7. Tadej Sok 8. Uros Paladin 9. Dean Bombac 10. David Razgor 11. Jure Dolenec 12. Anze Vrbinc 13. Miha Svetelsek 14. Matic Vrecar 16. Klemen Ferlin 18. Matej Flajs 19. Crt Abrahamsberg |
| Martin Heuberger | Ole Norgaard | Slavko Ivezic |

## Estadísticas

### Clasificación general
| 1. Alemania         |
| 2. Dinamarca        |
| 3. Eslovenia        |
| 4. Egipto           |
| 5. Suecia           |
| 6. Argentina        |
| 7. Portugal         |
| 8. España           |
| 9. Brasil           |
| 10. República Checa |
| 11. Francia         |
| 12. Estonia         |
| 13. Islandia        |
| 14. Holanda         |
| 15. Bielorrusia     |
| 16. Noruega         |
| 17. Irán            |
| 18. Groenlandia     |
| 19. Argelia         |
| 20. Catar           |
| 21. Túnez           |
| 22. Marruecos       |
| 23. Kuwait          |
| 24. Libia           |

### Equipo All-Star
| Puesto | Nombre            | País      |
| ------ | ----------------- | --------- |
| POR    | Karim Hendawy     | Egipto    |
| EI     | David Razgor      | Eslovenia |
| PV     | Frederik Børm     | Dinamarca |
| ED     | Patrick Groetzki  | Alemania  |
| LI     | Nikolaj Markussen | Dinamarca |
| CE     | Andrej Kogut      | Alemania  |
| LD     | Federico Vieyra   | Argentina |

### Máximos goleadores
| Posición | Jugador                 | País            | Goles |
| -------- | ----------------------- | --------------- | ----- |
| 1°       | Mait Patrail            | Estonia         | 81    |
| 2°       | David Razgor            | Eslovenia       | 68    |
| 3°       | Jakub Hrstka            | República Checa | 67    |
| 4°       | Mohammad Algharaballi   | Kuwait          | 62    |
| 5°       | Federico Vieyra         | Argentina       | 54    |
| 6°       | Sajad Esteki            | Irán            | 53    |
| 7°       | Patrick Groetzki        | Alemania        | 52    |
| 8º       | Niklas Ekberg           | Suecia          | 51    |
| 8º       | Niko Mindegía           | España          | 51    |
| 10°      | Bobby Schagen           | Países Bajos    | 49    |
| 10°      | Angutimmarik Kreutzmann | Groenlandia     | 49    |

### Mejores Porteros
| Posición | Jugador                 | País            | Paradas | %    |
| -------- | ----------------------- | --------------- | ------- | ---- |
| 1°       | Karim Hendawy           | Egipto          | 122     | 37,2 |
| 2°       | Leonel Maciel           | Argentina       | 121     | 38,5 |
| 3°       | Mikael Appelgren        | Suecia          | 101     | 42,8 |
| 4°       | Alojsa Cudic            | Eslovenia       | 99      | 33,9 |
| 5°       | Tomas Mrkva             | República Checa | 97      | 32,7 |
| 6°       | Niklas Landin           | Dinamarca       | 91      | 40,3 |
| 7°       | Bruno Dias              | Portugal        | 89      | 33,6 |
| 8º       | Gonzalo Pérez de Vargas | España          | 87      | 37,8 |
| 8º       | Magnus Dahl             | Noruega         | 87      | 37,5 |
| 10°      | Joao Victor             | Brasil          | 84      | 36,5 |